# Murinae
Artikeln beskriver underfamiljen Murinae. För möss se släktet Möss, för tammöss se husmus.
Murinae är en underfamilj i familjen råttdjur. Till underfamiljen räknas cirka 560 arter fördelade på ungefär 130 släkten.

## Utbredning och habitat
Arternas naturliga utbredningsområde ligger i Eurasien, Afrika och Australien. De flesta arterna finns i Sydostasien. Nästan varje ö i området har en egen musart. Före människans ankomst i Australien var djurgruppen tillsammans med fladdermöss den enda medlem av underklassen högre däggdjur på kontinenten. Innan européernas ankomst till Amerika förekom inga arter av underfamiljen Murinae. Där fanns istället tre underfamiljer av familjen Cricetidae som sammanfattas under namnet Nya världens möss. Nuförtiden lever där även husmus och brunråtta som fördelades med människans hjälp över hela jorden.
Arterna inom Murinae är inte specialiserade på något habitat. Det är bara ett fåtal arter som är kulturföljare men dessa har präglat synen på hela underfamiljen. Vissa arter lever på avlägsna öar och de är nästan outforskade.

## Kännetecken
Underfamiljens medlemmar skiljer sig mycket angående storleken. Medan släktena barkråttor (Phloeomys) och Mallomys når en kroppslängd upp till 48 centimeter (utan svans som kan vara lika lång) samt en vikt av 1,5 till 2 kilogram, är dvärgmusens kroppslängd maximal 7,5 centimeter (utan svans) och artens vikt ligger bara mellan 5 och 7 gram. Pälsens färg och utformning, svanslängden och annan kroppsbyggnad är beroende på levnadssättet och varierar mycket mellan arterna. Liksom hos alla andra gnagare används framtänderna för att gnaga. Mellan fram- och kindtänder finns en större klaff (diastema). De saknar hörntänder och premolarer, molarernas antal är per käkhalva inte större än tre. Vid de främre extremiteterna har fyra fingrar klor, tummen är vanligen liten och har en nagel. Fötterna har vanligen fem tår med klor.

## Levnadssätt
Hos arterna inom underfamiljen förekommer flera olika levnadssätt. Några arter är aktiva på dagen och andra på natten, det finns arter som lever i träd och medlemmar som främst vistas på marken.
Även angående födan finns variationer men de flesta arterna är växtätare. De äter bland annat gräs, frön och rotfrukter. Några arter lever nästan uteslutande av insekter och vissa arter äter andra smådjur eller till och med mindre ryggradsdjur. Under vintern behöver en mus i Sverige dagligen äta minst lika mycket föda som dess egen kroppsvikt.
Fortplantningssättet kännetecknas av en snabb förökning, kort dräktighetstid och kort livslängd.

## Systematik

### Yttre systematik
År 1945 placerade Simpson underfamiljen Murinae, inom familjen Muridae‚ tillsammans med andra underfamiljer i den större superfamiljen Muroidea. Den superfamiljen har, tillsammans med släktskapen mellan underfamiljerna, länge varit mycket diskuterad. 
Kladogrammet här nedan följer studier av DNA-sekvenser från början av 2000-talet vilka har indikerat att det finns sex familjer. Den största familjen är Muridae, som omfattar underfamiljerna Murinae, Deomyinae, Leimacomyinae, Gerbillinae, och enligt senare uppgifter även Lophiomyinae. Av dessa underfamiljer är ökenråttorna den mest sannolika närbesläkatade gruppen.
|   | \| \| Murinae \| \| \| \| \| \| Gerbillinae \| \| \| \| |
|   |                                                         |
|   | Deomyinae                                               |
|   |                                                         |
| ? | Leimacomyinae                                           |
|   | Leimacomyinae                                           |
|   | Murinae                                                 |
|   |                                                         |
|   | Gerbillinae                                             |
|   |                                                         |

|  | Murinae     |
|  |             |
|  | Gerbillinae |
|  |             |

|   | \| \| Murinae \| \| \| \| \| \| Gerbillinae \| \| \| \| |
|   |                                                         |
|   | Deomyinae                                               |
|   |                                                         |
| ? | Leimacomyinae                                           |
|   | Leimacomyinae                                           |
|   | Murinae                                                 |
|   |                                                         |
|   | Gerbillinae                                             |
|   |                                                         |

|  | Murinae     |
|  |             |
|  | Gerbillinae |
|  |             |

|   | \| \| Murinae \| \| \| \| \| \| Gerbillinae \| \| \| \| |
|   |                                                         |
|   | Deomyinae                                               |
|   |                                                         |
| ? | Leimacomyinae                                           |
|   | Leimacomyinae                                           |
|   | Murinae                                                 |
|   |                                                         |
|   | Gerbillinae                                             |
|   |                                                         |

|  | Murinae     |
|  |             |
|  | Gerbillinae |
|  |             |

|   | \| \| Murinae \| \| \| \| \| \| Gerbillinae \| \| \| \| |
|   |                                                         |
|   | Deomyinae                                               |
|   |                                                         |
| ? | Leimacomyinae                                           |
|   | Leimacomyinae                                           |
|   | Murinae                                                 |
|   |                                                         |
|   | Gerbillinae                                             |
|   |                                                         |

|  | Murinae     |
|  |             |
|  | Gerbillinae |
|  |             |

### Inre systematik
Underfamiljen omfattar en mycket stor mängd arter och släkten och det finns ännu ingen studie som tillfredsställande beskriver hela underfamiljens släktskap. Musser & Carleton (2005) delade upp underfamiljens 129 släkten i 29 släktgrupper. De placerade dock Otomyines-gruppen som en separat underfamilj men alla DNA-studier indikerar hittills att de bör inkluderas i Murinae.
UNDERFAMILJ:MURINAE
Aethomys-gruppen
- Släkte Aethomys
- Släkte Micaelamys

Apodemus-gruppen
- Släkte Skogsmöss (Apodemus)
- Släkte †Rhagamys
- Släkte Tokudaia

Arvicanthis-gruppen
- Släkte Gräsråttor (Arvicanthis)
- Släkte Desmomys
- Släkte Gräsmöss (Lemniscomys)
- Släkte Mylomys
- Släkte Pelomys
- Släkte Rhabdomys

Chrotomys-gruppen
- Släkte Apomys
- Släkte Archboldomys
- Släkte Randråttor (Chrotomys)
- Släkte Näsråttor (Rhynchomys)

Colomys-gruppen
- Släkte Colomys
- Släkte Nilopegamys
- Släkte Zelotomys

Crunomys-gruppen
- Släkte Crunomys
- Släkte Sommeromys

Dacnomys-gruppen
- Släkte Anonymomys
- Släkte Chiromyscus
- Släkte Dacnomys
- Släkte Leopoldamys
- Släkte Niviventer
- Släkte Saxatilomys
- Släkte Srilankamys
- Släkte Tonkinomys

Dasymys-gruppen
- Släkte Dasymys

Echiothrix-gruppen
- Släkte Echiothrix
- antagligen Släkte Waiomys

Golunda-gruppen
- Släkte Golunda

Hadromys-gruppen
- Släkte Hadromys

Hybomys-gruppen
- Släkte Dephomys
- Släkte Hybomys
- Släkte Stochomys

Hydromys-gruppen
- Släkte Baiyankamys
- Släkte Crossomys
- Släkte Australiska vattenråttor (Hydromys)
- Släkte Microhydromys
- Släkte Parahydromys
- Släkte Paraleptomys

Lorentzimys-gruppen
- Släkte Lorentzimys

Malacomys-gruppen
- Släkte Långfotade råttor (Malacomys)

Maxomys-gruppen
- Släkte Taggråttor (Maxomys)

Melasmothrix-gruppen
- Släkte Melasmothrix
- Släkte Tateomys

Micromys-gruppen
- Släkte Chiropodomys
- Släkte Haeromys
- Släkte Silkesapråttor (Hapalomys)
- Släkte Dvärgmöss (Micromys)
- Släkte Vandeleuria
- Släkte Vernaya

Millardia-gruppen
- Släkte Cremnomys
- Släkte Diomys
- Släkte Madromys
- Släkte Indiska mjukpälsråttor (Millardia)

Mus-gruppen
- Släkte Muriculus
- Släkte Möss (släkte) (Mus)

Oenomys-gruppen
- Släkte †Canariomys
- Släkte Grammomys
- Släkte Lamottemys
- Släkte †Malpaisomys
- Släkte Rostnosråttor (Oenomys)
- Släkte Thallomys
- Släkte Thamnomys

Phloeomys-gruppen
- Släkte Batomys
- Släkte Luzonråttor (Carpomys)
- Släkte Crateromys
- Släkte Barkråttor (Phloeomys)

Pithecheir-gruppen
- Släkte Eropeplus
- Släkte Lenomys
- Släkte Lenothrix
- Släkte Margaretamys
- Släkte Apfotade råttor (Pithecheir)
- Släkte Pithecheirops

Pogonomys-gruppen
- Släkte Abeomelomys
- Släkte Anisomys
- Släkte Chiruromys
- Släkte Coccymys
- Släkte †Coryphomys
- Släkte Hyomys
- Släkte Macruromys
- Släkte Mallomys
- Släkte Mammelomys
- Släkte Pogonomelomys
- Släkte Pogonomys
- Släkte †Spelaeomys
- Släkte Jätteträdråtta (Xenuromys)

Pseudomys-gruppen
- Släkte Conilurus
- Släkte Leggadina
- Släkte Leporillus
- Släkte Mastacomys
- Släkte Mesembriomys
- Släkte Australiska hoppråttor (Notomys)
- Släkte Australmöss (Pseudomys)
- Släkte Zyzomys

Rattus-gruppen
- Släkte Abditomys
- Släkte Bandicootråttor (Bandicota)
- Släkte Berylmys
- Släkte Bullimus
- Släkte Bunomys
- Släkte Diplothrix
- Släkte Kadarsanomys
- Släkte Komodomys
- Släkte Limnomys
- Släkte Pestråttor (Nesokia)
- Släkte Nesoromys
- Släkte Palawanomys
- Släkte Papagomys
- Släkte Paruromys
- Släkte Paulamys
- Släkte Råttor (Rattus)
- Släkte Sundamys
- Släkte Taeromys
- Släkte Tarsomys
- Släkte Tryphomys

Stenocephalemys-gruppen
- Släkte Heimyscus
- Släkte Hylomyscus
- Släkte Mastomys
- Släkte Myomyscus
- Släkte Afrikanska mjukpälsråttor (Praomys)
- Släkte Stenocephalemys

Uromys-gruppen
- Släkte Melomys
- Släkte Paramelomys
- Släkte Protochromys
- Släkte Solomys
- Släkte Nakensvansade råttor (Uromys)

Xeromys-gruppen
- Släkte Leptomys
- Släkte Pseudohydromys
- Släkte Xeromys

Otomyines-gruppen (öronråttor)
- Släkte Myotomys
- Släkte Egentliga öronråttor (Otomys)
- Släkte Visselråttor (Parotomys)

incertae sedis
- Släkte Mirzamys
- Släkte Musseromys